# الخيال اللاهوتي
الرواية اللاهوتية هي كتابة خيالية تصوغ مواقف الناس تجاه المعتقدات اللاهوتية.   فهو نموذجي تعليمي أو استكشافي أكثر من كونه وصفيًا،  وهو يتعامل بشكل خاص مع الأفكار النظرية التي تكمن وراء وتشكل الاستجابات النموذجية للدين. يستخدم الخيال اللاهوتي، كمفهوم، من قبل كل من المؤمنين والملحدين، كما هو الحال في الآلهة الخيالية في الميثولوجيا والثقافات في الأدب الخيالي اللاهوتي.

## الخيال اللاهوتي والديني
غالبًا ما يتداخل موضوع الروايات اللاهوتية مع الروايات الفلسفية، لا سيما عندما تتناول قضايا من اللاهوت الطبيعي (وتسمى أيضًا فلسفة الدين). على سبيل المثال، يلاحظ روجر أولسن أن مشكلة الشر هي سمة لبعض الخيال اللاهوتي المهم.
يتداخل الخيال اللاهوتي أيضًا مع الخيال الديني أو الروايات المسيحية (وتسمى أيضًا الروايات الملهمة)، خاصةً عند التعامل مع الأفكار المعقدة مثل الفداء والخلاص والقدار، والتي لها تأثير مباشر على المواقف تجاه الممارسات الدينية. يحاول بعض المؤلفين التمييز بين الرواية اللاهوتية باعتبارها رواية تشير إلى حبكة مدفوعة بفكرة أكثر من كونها رواية تدور حول أشخاص يتفاعلون مع الدين،  ولكن غالبًا ما يكون التمييز صعبًا عندما تكون الأفكار والأفعال متشابكة بشكل وثيق، كل منها يؤثر على الآخر.

## القصصاللاهوتيةالقصيرة
تتضمن أمثلة هذا النوع (يُسمى أيضًا بقصص قصيرة) ما يلي:
- كانديد (1759) لفولتير
- كتاب جوديث (القرن الأول قبل الميلاد) بواسطة مجهول
- «الجحيم هو غياب الله» (2001) بقلم تيد شيانغ

## الخيال اللاهوتي الطويل
تتضمن أمثلة الخيال اللاهوتي الطويل ما يلي:
- فيلسوف علم نفسه بنفسه (في الأصل حي بن يقظان) (القرن الثاني عشر) لابن طفيل
- عالم لاهوت علم نفسه (في الأصل أطروحة كامل في السيرة النبوية) (1268) لابن النفيس
- الكوميديا الإلهية (1320) لدانتي أليغيري
- تقدم الحاج (1678) بواسطة جون بنيان
- الأخوان كارامازوف (1880) بقلم فيودور دوستويفسكي
- الأسد والساحرة وخزانة الملابس (1950) بواسطة سي إس لويس
- <i id="mwYg">صمت</i> (1966) لشوساكو إندو
- الشاك (2007) بواسطة وليام بي يونغ

## سلسلة مرتبطة من الخيال اللاهوتي
يمكن ربط القصص الفردية في سلسلة لتكوين رواية مركبة أو دورة قصة قصيرة، حيث تتفاعل مجموعة من القصص لنقل قصة أكثر ثراءً أو اكتمالاً مما يمكن لأي عنصر من العناصر المنفردة.
تتضمن أمثلة السلسلة المرتبطة من الخيال اللاهوتي ما يلي:
- سلسلة رحلة ريتشارد بي بيلشر. وهي تتألف من 20 رواية تستكشف اللاهوت الكالفيني.[12]

## أنظر أيضا
- رواية مسيحية
- قائمة الروايات المسيحية
- قائمة المؤلفين الكاثوليك
- أفكار دينية في خيال الخيال
- أفكار دينية في الخيال العلمي
- خيال ديني